# Размирици в Албания (2011)
Протестите и вълненията в Тирана от края на януари и началото на февруари 2011 г. са организирани от социалистическата партия в страната и са срещу резултатите от парламентарните избори през юни 2009 г. Трима души са убити при сблъсъци между демонстранти и полиция, а други 22 ранени – на 21 януари. 
В протестите вземат участие около 20 000 души, които се събират пред сградата на албанското правителство, след призив на социалистическата опозиция за протест срещу правителството на премиера Сали Бериша. След инцидентите на 21 януари с подпалени леки коли и счупени прозорци, лидерът на Социалистическата партия Еди Рама призовава демонстрантите да протестират мирно.
Премиерът Сали Бериша обвинява Еди Рама, че искал с подкрепата на бившия вътрешен министър на Енвер Ходжа – Грамоз Ручи, да завземе властта по насилствен начин. Според Бериша, в протестите са ангажирани престъпни банди, платени контрабандисти и терористи, които се опитват да повторят сценария от Тунис.
През август 2016 г., от разсекретени грами на Държавния департамент, публикувани в Уикилийкс, става ясно, че американският международен спекулант и милиардер, представящ се за филантроп, Джордж Сорос безпардонно е влияеел и диктувал американската политика към Албания през 2011 г. /при секретарстването на Хилари Клинтън/ – с цел да дискредитира и отстрани от власт албанските политици Сали Бериша и Еди Рама (перманентно обвинявани от СМО в страната под американски контрол – в корупция). По този начин Сорос е очаквал да катапултира начело на албанското държавно управление свои предани марионетки. 